# Zoopagomicots
Els zoopagomicots (Zoopagomycota) són una divisió o fílum del regne dels fongs (Fungi). Després de la revisió de Hyde et. al. (2024) aquest grup ha quedat reduït una classe, Zoopagomycetes, i un ordre, Zoopagales. Antigament era un grup ampli amb diverses subdivisions i nombrosos ordres.

## Taxonomia
Segons Hyde et. al. (2024), la classificació dels zoopagomicots és la següent: 
Fílum Zoopagomycota
- Classe Zoopagomycetes
  - Ordre Zoopagales
    - Família Cochlonemataceae
    - Família Helicocephalidaceae
    - Família Piptocephalidaceae
    - Família Sigmoideomycetaceae
    - Família Zoopagaceae